# Морай (Перу)
Морай (кечуа Muray) — археологический памятник культуры инков в Перу. Расположен в высокогорье, на высоте 11600 футов, в 4 милях от города Марас и в 22 милях к северо-западу от Куско. Ближайшим поселением от памятника является община Мисминай. Морай стал широко известен после его обнаружения аэрофотографической экспедицией Шиппи-Джонсона в 1931 году.
Памятник площадью 92 акра представляет собой комплекс из террас, площадей и остатков зданий. Наиболее примечательны кольцевые террасы (муйю), сооружённые на склонах трёх естественных карстовых воронок. Самая большая из них — Quechuyoc Muyu (А) — в диаметре превышает 400 футов. Четвёртая, самая маленькая, террасированная воронка Kuichi Muyu (D) расположена в углублении от оползня. Особенностью кольцевых террас является наличие ряда «водосбросов» в виде вертикальных каменных желобов. На террасах также предусмотрены ступени из консольно выступающих камней. Воронки Quechuyoc Muyu (А) и Simamuyu (B) соединены большой площадью, которая перерезана поперёк широкой каменной стеной, возможно задуманной как акведук. На овальных террасах Quechuyoc Muyu (А) находится каменное основание одного из зданий. Несколько других построек расположены на площадке близ воронки Intiwatana Muyu (С) и от них по хребту узкого скального выступа идет древняя тропа, с которой открывается вид на весь памятник.
Широко распространена теория о том, что Морай являлся своеобразной лабораторией инков по выращиванию культурных растений. Впервые эту теорию озвучил австралийский физик Джон Эрл на основе своих замеров температуры почвы террас в 1975—1976 годах. Результаты измерений выявили расхождение температур на склонах воронок в несколько градусов цельсия, что, по мнению Эрла, позволяло выращивать маис и другие культуры в условиях разных климатических регионов в пределах одной площадки. Разницу температур Эрл объяснил влиянием глубоких теней, отбрасываемых склонами воронок, однако в дальнейшем, при распространении этой теории, к аргументам добавилось и влияние перепада высот между террасами.
Теория о «сельскохозяйственной лаборатории» не является общепризнанной и подвергается критике. Лишь на самых нижних террасах Quechuyoc Muyu (А), вследствие близости грунтовых вод, влажность почвы достаточна для выращивания культурных растений. Для получения урожая на остальных террасах требуется орошение. Хотя инки известны своим умением создавать ирригационные сети, в Морае их обнаружить не удалось. Найдены только два коротких отрезка каналов от одного из родников и несколько каменных резервуаров, с помощью которых мог бы быть организован подвод воды к памятнику. Возможно строительство водораспределительной сети было лишь начато, а затем прервано конкистой. Неоднозначные выводы получены также из анализа почвы на содержание пыльцы маиса. Наличие её в самой глубокой воронке, скорее всего, вызвано позднейшей сельскохозяйственной деятельностью, на остальных террасах маис никогда не выращивался.
Палеогидролог Кеннет Райт на основании собственного исследования пришел к выводу о невозможности полноценной ирригации почвы в условиях Морая. Постоянное увлажнение террас на нестабильных склонах карстовых воронок привело бы к оползням и разрушению памятника. Возможно инки осознавали это, о чем свидетельствует найденный под одной из обрушившихся террас подземный дренажный канал, призванный отводить избыток вод от склона. Другим свидетельством заботы инков о водоотведении может являться отсутствие соленизации почвы даже в самом глубоком Quechuyoc Muyu (А), что могло быть достигнуто сооружением рукотворного обратного фильтра, обеспечивающего хороший дренаж (о его наличии можно лишь предполагать, так как раскопки на дне воронки не велись). Кроме того, выстроенные в один ряд «водосбросы» на террасах могут служить только для организации водопада с верхнего уровня до дна воронки, тогда как для орошения требуется поток воды вдоль террас, для чего во многих случаях отсутствует необходимый уклон.
По мнению ряда исследователей, Морай являлся священным местом для проведения религиозных церемоний, в которых текущая водопадами вода имела символическое значение. В пользу этой версии говорит и качественное исполнение террас, избыточное для их утилитарного использования. Кроме того в пределах памятника найдено несколько обломков скал со следами обработки, намеренно оставленных на виду в качестве святынь, именуемых уака. Всем этим Морай напоминает другой террасный памятник инков — Типон.